# خورشیدگرفتگی ۲۵ فوریه ۱۹۵۲
خورشیدگرفتگی ۲۵ فوریه ۱۹۵۲ (به انگلیسی: Solar eclipse of February 25, 1952) یک خورشیدگرفتگی از نوع خورشیدگرفتگی کامل است. این خورشیدگرفتگی در تاریخ ۲۵ فوریه ۱۹۵۲ میلادی (‎۵ اسفند ۱۳۳۰ خورشیدی) روی داد که زمان اوج آن، ساعت ۹:۱۱:۳۵ به‌وقت ساعت هماهنگ جهانی بوده‌است. مدت زمان و طول این خورشیدگرفتگی ۳ دقیقه و ۹ ثانیه بود. این خورشیدگرفتگی کامل از ایران قابل رؤیت بود.